# A Little Prayer
A Little Prayer ist ein Filmdrama von Angus MacLachlan. Die Premiere des Films mit David Strathairn, Jane Levy, Celia Weston und Will Pullen in den Hauptrollen erfolgte im Januar 2023 beim Sundance Film Festival. Der Kinostart in den USA ist im Januar 2024 geplant.

## Handlung
Tammy und ihr Ehemann David führen ein ruhiges Leben in Winston-Salem in North Carolina und teilen sich ein Haus mit Davids Eltern Bill und Venida. David und Bill arbeiten zusammen und waren schon immer eng in das Leben des jeweils anderen eingebunden. Auch die Beziehung zwischen Tammy und ihrem seelenverwandten Schwiegervater ist eng und einzigartig.
Als Bill den Verdacht hat, dass David eine Affäre mit einer Sekretärin seines Stahlunternehmens hat, hält er sich zuerst zurück. Als David beginnt, diese Affäre zur Schau zu stellen, nimmt er seinen Sohn ins Gebet. Eigentlich wollte er sich nicht einmischen, doch er liebt seine Schwiegertochter Tammy und glaubte, dass David seine religiösen Vorstellungen und seine Werte teilt.

## Produktion

### Regie und Drehbuch
Regie führte Angus MacLachlan, der auch das Drehbuch schrieb. Es handelt sich bei A Little Prayer nach Suddenly Single von 2014 und Abundant Acreage Available von 2017 um seinen dritten Spielfilm. Zuvor schrieb er auch die Drehbücher für John Currans Thriller Stone und Phil Morrisons Tragikomödie Junikäfer. In jüngeren Jahren war MacLachlan in kleineren Rollen als Schauspieler in Filmen wie Goodbye Solo oder Poeten küßt man nicht zu sehen.

### Besetzung und Filmmusik

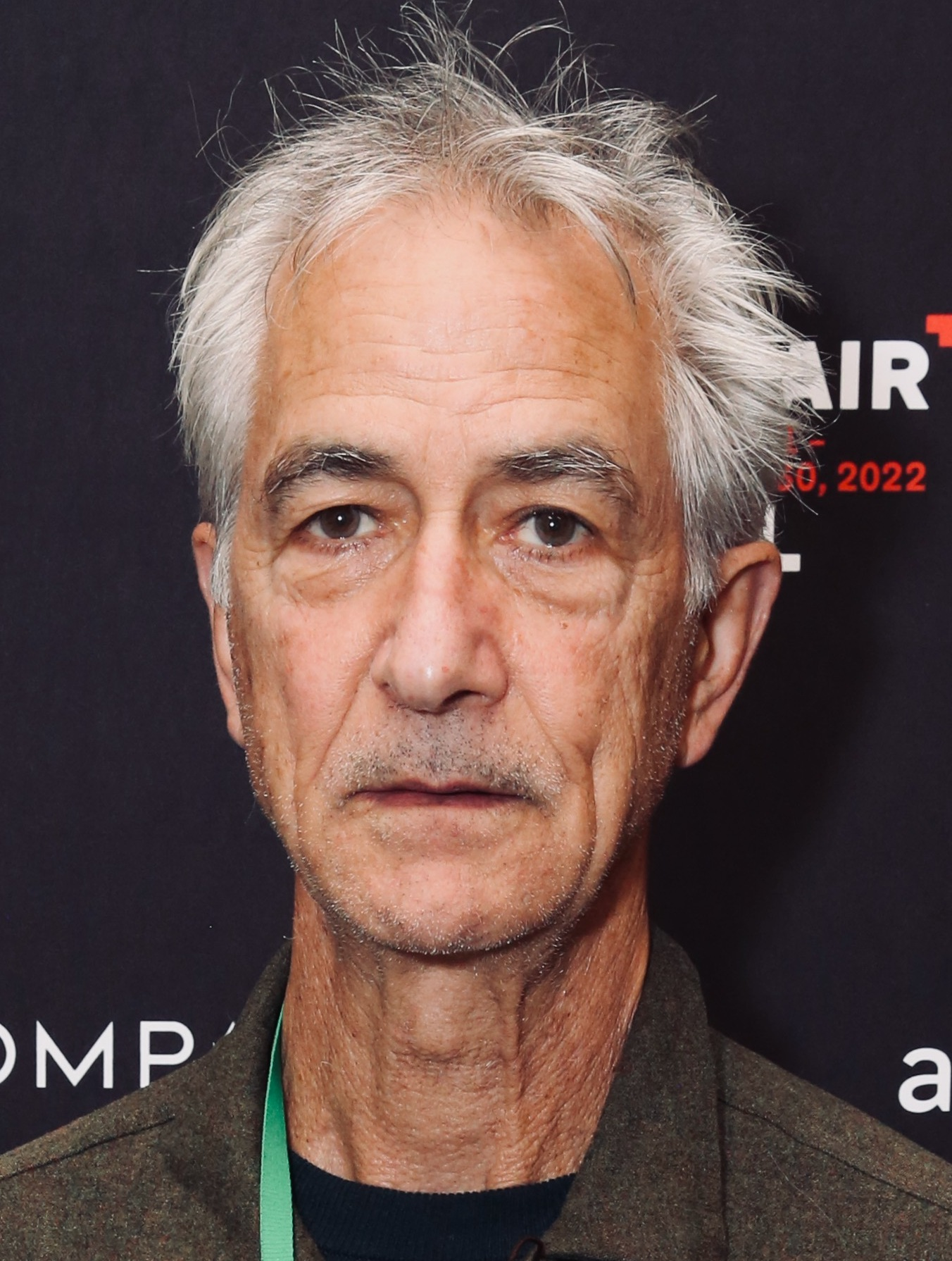
David Strathairn spielt Bill

Jane Levy spielt Tammy und Will Pullen deren Ehemann David. Celia Weston und David Strathairn sind in den Rollen dessen Eltern Venida und Bill zu sehen. Anna Camp spielt ihre andere Tochter Patti und Billie Roy deren Tochter Hadley. In weiteren Rollen sind Viktor Hernandez, Dascha Polanco und Amy Marie Murphy zu sehen.
Die Filmmusik komponierte der Brass-Musiker Greg Danner. Er ist Professor für Musik an der Tennessee Tech, wo er Musiktheorie und Komposition unterrichtet, und spielt Horn im Brass Arts Quintet und in mehreren Orchestern in Tennessee. Für A Little Prayer trat Danner erstmals als Filmkomponist in Erscheinung.

### Veröffentlichung
Die erste Vorstellung des Films erfolgte am 18. Januar 2023 beim Sundance Film Festival. Im Juni 2023 wurde er beim Provincetown International Film Festival und beim Nantucket Film Festival gezeigt und Ende September 2023 beim Calgary International Film Festival. Anfang Oktober 2023 wurde er beim Zurich Film Festival vorgestellt und ebenso beim Hamptons International Film Festival. Der Kinostart in den USA ist im Januar 2024 geplant. Im Mai 2025 wird er beim Chicago Critics Film Festival gezeigt.

## Rezeption
Von den bei Rotten Tomatoes aufgeführten Kritiken sind 92 Prozent positiv bei einer durchschnittlichen Bewertung mit 7,6 von 10 möglichen Punkten.
Giancarlo Schwendener schreibt in seiner Kritik bei outnow.ch, A Little Prayer gehe mit seiner Aufrichtigkeit direkt ins Herz. Angus MacLachlan inszeniere sein großartiges Drehbuch amüsant und unspektakulär, und so habe das Publikum wenig Erwartungen an die Geschichte. Die Charaktere seien komplex, und dieses Familiendrama sei eine Bereicherung und mache einfach Spaß. Die Ausgangslage der Story sei simpel und so ähnlich schon unzählige Male über die Leinwand geflimmert, aber MacLachlan wende einen sehr guten Kniff an, wenn er die Ausgangslage nimmt und mit allen seinen Charakteren in die Tiefe bis hin zu ihrem Kern geht. Dadurch entstehe eine große emotionale Verbundenheit. Dabei drifte MacLachlan nie ins Rührselige ab, und seine Charaktere würden den Alltag trotzdem immer mit einer Prise Humor nehmen, wodurch dieses Familiendrama immer auch etwas zum Lachen biete. Die Dialoge seien gewitzt auf den Punkt gebracht, und der Cast, allen voran Hauptdarsteller David Strathairn, erwecktedas Drehbuch auf der Leinwand zum Leben. Jane Levy als Schwiegertochter Tammy und Anna Camp als Tochter Patti ergänzten Strathairns großartige Performance.